# Cinnara Leal
Cinnara Leal (Rio de Janeiro, 22 de novembro de 1977) é uma atriz brasileira.

## Filmografia

### Televisão
| Ano        | Título                  | Papel                                        | Nota                                 |
| ---------- | ----------------------- | -------------------------------------------- | ------------------------------------ |
| 2025       | Garota do Momento       | Dra. Amália                                  | Episódios: "18 de março–27 de junho" |
| 2023–24    | Fuzuê                   | Cecília Freitas                              |                                      |
| 2021–22    | Nos Tempos do Imperador | Justina dos Santos                           |                                      |
| 2020       | Reality Z               | Clara                                        | Participação especial                |
| 2019–atual | A Divisão               | Drª Fernanda Santiago                        |                                      |
| 2016–17    | Sol Nascente            | Vanda Ferreira                               |                                      |
| 2015       | Babilônia               | Penélope                                     | Participação especial                |
| 2014       | Eu Que Amo Tanto        | Gisele                                       | Episódio: "Zezé"                     |
| 2013       | Flor do Caribe          | Nicole Marins                                |                                      |
| 2012       | Mandrake                | Thifany                                      |                                      |
| 2010–11    | Araguaia                | Safira Simões                                |                                      |
| 2009       | Caras & Bocas           | Participante do concurso de dançarina de axé | Participação especial                |
| 2009       | Malhação                | Maria                                        | Participação especial                |
| 2008       | Casos e Acasos          |                                              | Participação especial                |
| 2007–08    | Desejo Proibido         | Doralice Ferreira                            |                                      |
| 2007       | A Diarista              |                                              | Participação especial                |
| 2006       | Vidas Opostas           | Vanda                                        | Participação especial                |

### Trabalhos no cinema
| Ano  | Filme                            | Personagem                     |
| ---- | -------------------------------- | ------------------------------ |
| 2023 | Mussum, o Filmis                 | Neila da Costa Bernardes Gomes |
| 2018 | O Candidato Honesto 2            | Repórter Karina                |
| 2017 | Doidas e Santas                  | Reginalva                      |
| 2016 | Um Suburbano Sortudo             | Lucyelle                       |
| 2016 | Walter do 402                    | Joana                          |
| 2016 | A Menina Índigo                  | Médica                         |
| 2011 | Faroeste Cabloco                 | Teresa                         |
| 2010 | Astral City: A Spiritual Journey | sidney                         |
| 2008 | Feliz Natal                      | Garota Vila Mimosa             |
| 2002 | Cidade dos Homens                | Shirley                        |

## Ligações Externas
- Cinnara Leal. no IMDb.